# Tzomet
Tzomet (hebräisch צֹמֶת Zomet, deutsch ‚Straßenkreuzung‘, Plene: צומת) ist eine kleine säkulare, rechtsgerichtete politische Partei in Israel.

## Geschichte
Die Partei war die erste, die den Slogan „Frieden für Frieden“ einführte, der heute von allen rechtsgerichteten Parteien und Bewegungen benutzt wird. Tzomet widersetzt sich der Resolution 242 des UN-Sicherheitsrates, in der „Land for peace“ (Land für Frieden) gefordert wird, und möchte, dass Israel keine territoriale Zugeständnisse für Frieden machen soll. Die Partei wurde von General Rafael Eitan im Jahre 1983 gegründet. Tzomet war Teil der Regierung von Yitzhak Shamir im Jahre 1990, und Eitan wurde daraufhin Landwirtschaftsminister. Nachdem jedoch Shamir an der Madrider Konferenz 1991 teilgenommen hatte, verließ die Partei aus Protest die Koalition. 
Bei den Wahlen im Jahre 1992 erhielt Tzomet acht Sitze, war jedoch nicht Teil der Regierungskoalition. Nach den wenig erfolgreichen Wahlen 1999 zog sich Eitan aus dem politischen Leben zurück. Die Partei nahm jeweils an den Wahlen 2003, 2006 und 2009 teil, konnte jedoch mit lediglich 2.023, 1.342 und 1.520 Stimmen kein Mandat erringen.
Tzomet trat erst wieder im Zuge der Parlamentswahlen in Israel im April 2019 politisch in Erscheinung und wurde dabei vom ehemaligen Likud-Abgeordneten Oren Hazan angeführt. Die Partei erreichte jedoch nur 2.417 Stimmen und kein Mandat. 

## Knessetabgeordnete
| Knesset (Anzahl der Sitze : davon ausgetreten) | Knessetabgeordnete aus der Fraktion ausgetretenen Mitglieder                                                       |
| ---------------------------------------------- | --- |
| 11. Israelische Wahl 1984 (1)                  | Rafael Eitan |
| 12. Israelische Wahl 1988 (2)                  | Rafael Eitan, Yoash Tzidon                                                                                         |
| 13. Israelische Wahl 1992 (8 : 3)              | Pini Badash, Haim Dayan, Rafael Eitan, Mosche Peled, Eliezer Sandberg Alex Goldfarb, Esther Salmovitz, Gonen Segev |
| 14. Israelische Wahl 1996 (3 : 1)              | Haim Dayan, Rafael Eitan Mosche Peled                                                                              |